# 나주군·광산군
나주군·광산군은 대한민국의 옛 국화의원 선거구이다. 당시 전라남도 나주군, 광산군 지역을 관할했다.

## 역사
대한민국 제9대 국회의원 선거를 앞두고 광산군 선거구와 나주군 선거구가 통합되면서 신설되었다.
1981년 7월 1일을 기해 전라남도 나주군 나주읍, 영산포읍이 금성시로 승격되었다. 이에 따라 대한민국 제12대 국회의원 선거를 앞두고 나주군·광산군 선거구가 금성시·광산군·나주군 선거구로 개편되었다.

## 역대 국회의원
| 선거   | 정당 | 정당       | 1위 의원 | 정당 | 정당       | 2위 의원 |
| ------ | ---- | ---------- | -------- | ---- | ---------- | -------- |
| 1973년 |      | 민주공화당 | 임인채   |      | 신민당     | 김윤덕   |
| 1978년 |      | 신민당     | 김윤덕   |      | 무소속     | 한갑수   |
| 1981년 |      | 민주정의당 | 나석호   |      | 민주한국당 | 이재근   |

## 역대 선거 결과

### 대한민국 제9대 국회의원 선거
|  | 34.46% |

|  | 30.78% |

|  | 17.99% |

|  | 16.76% |

### 대한민국 제10대 국회의원 선거
|  | 23.33% |

|  | 20.75% |

|  | 20.62% |

|  | 18.20% |

|  | 17.08% |

### 대한민국 제11대 국회의원 선거
|  | 25.30% |

|  | 24.08% |

|  | 20.38% |

|  | 18.40% |

|  | 8.15% |

|  | 3.65% |